# Андреас Таквам
Андреас Таквам (норв. Andreas Takvam; нар. 4 червня 1993) — норвезький волейболіст і пляжний волейболіст, який грає на позиції центрального блокувальника у польському клубі ЗАКСА та національній збірній. 

## Життєпис
Грав у клубах «Нюбор» (Nyborg VBK, нині TIF Viking, Берген, 2009—2014), «Еффектор» (Кельці, 2014—2016), «Фрідріхсгафен» (Німеччина, 2016—2019), «МКС Слепськ Мальов» (MKS Ślepsk Malow, Сувалки, 2019—2023).
Європейська конфедерація волейболу (ЄКВ) підбила статистичні підсумки другого раунду (24 команди, 6 груп) відбору до волейбольного Євро-2015. Гравець «Фаворита» (Лубни) Дмитро Сухінін, дебютант збірної України, став лідером у номінації «Best Spiker» (Кращий нападаючий) — KILLING SPIKE («Смертельний» атакуючий удар) з найвищим відсотком атакуючих ударів — 71,15 % (52 атаки, 37 — результативних). На другому місці — Ален Паєнк (Словенія) — 69,57 % (46/32), на третьому Мустафа Коч (Туреччина) — 67,57 % (37/25), на четвертому — Андреас Таквам — 66,38 % (116/77), на п'ятому — Микола Рудницький (Україна) — 63,01 % (73/46).
Його партнерами в пляжному волейболі були Крістіан Серум, Свейн Оддмунн Сульгеуґ, Рунар Саннарнес і Юнас Квален.

### Досягнення
- Володар Кубка Норвегії 2012, 2013
- Володар Кубка Німеччини 2017, 2018, 2019